# Kostel svatého Jana Křtitele (Náchod)
Kostel svatého Jana Křtitele v Náchodě je vystavěn v raně gotickém slohu. Je chráněn od 3. 5. 1958 jako kulturní památka České republiky. Situován je ve Hřbitovní ulici při silnici na Českou Skalici.

## Historie
Hřbitovní kostel svatého Jana Křtitele ve Starém Městě nad Metují je nejstarší zachovalou stavbou Náchoda. Při kostele byla i fara, škola a jak bývalo zvykem, okolo se rozkládal hřbitov. Poprvé je zmiňován v první polovině 13. století, farním kostelem pro Starý i Nový Náchod byl asi do roku 1310, kdy byla zrušena fara a kostel se stal pro Náchod kostelem filiálním a hřbitovním. V roce 1441 byl vypálen Slezany, na počátku 16. století (podle letopočtu 1501, který býval do roku 1870 nad portálem) byl opraven a prodloužen.
Do 16. století byli na hřbitově a pravděpodobně i v kostele pod dlažbou pochováváni všichni zemřelí majitelé náchodského panství sídlící jednak na starém slovanském hradišti Homolka, jakož i hradní páni náchodští, a to až do doby Albrechta Smiřického. Do současnosti doby zůstalo ve zdech kostela několik náhrobních desek.
Při reformách císaře Josefa II. byl v roce 1786 prodán ve veřejné dražbě za 40 zlatých. Zvon byl odvezen do Bezděkova u Police nad Metují a lavice do kostela svatého Václava na Dobeníně. Roku 1791 byl znovu otevřen a od té doby stále slouží pohřebním účelům.
Stará márnice u západního průčelí, spojená s kaplí svatého Jana a Vavřince, byla zbourána kolem roku 1870.
V 17. a 18. století byly prováděny četné opravy a bylo obnoveno celé vnitřní zařízení. V letech 1999-2008 byly provedeny větší stavební opravy.

## Architektura
Jednolodní kostel byl postaven v románském slohu na počátku 11. století. Bezvěžová raně gotická orientovaná stavba obdélného půdorysu s čtvercovým pravoúhle zakončeným presbytářem, s barokní předsíní na jižní straně a obdélníkovou lodí, bez opěráků, strop je plochý, dřevěný. V lodi na západní straně se nachází dřevěná kruchta. V průčelní stěně je rozetové okno s původním ostěním. Stěny jsou hladké, štíty jsou zdobeny pískovcovými kříži. Cenná a vzácná jsou hrotitá okna v presbytáři s pozdně gotickými kamennými kružbami. Střecha je sedlová, krytá šindelem, sanktusník má plechovou makovici a kovový křížek. Ve vnějším zdivu jsou umístěny náhrobky ze 16. a 17. století. V interiéru je široký a stlačený vítězný oblouk. Strop lodi je záklopový, prkenný, podepřený trámovým sloupkem podpírajícím podélný nosný trám středem lodi. Strop presbytáře je dřevěný, podbíjený a olištovaný. Kolem kostela je na zdi osazený soubor vzácných náhrobních kamenů ze 16. až 19. století.